# 伯根鎮區 (明尼蘇達州麥克萊德縣)
伯根鎮區（英語：Bergen Township）是位於美國明尼蘇達州麥克萊德縣的一個行政鎮區，得名自挪威城市卑尔根。

## 地方資料
伯根鎮區的面積為91.39平方千米，當中陸地面積為90.90平方千米，而水域面積為0.49平方千米。根據2020年美國人口普查的數據，當地共有人口910人，而人口密度為每平方千米9.96人。